# 戴维宇
戴维宇（1931年—），男，辽宁丹东人，中国电视摄影家，中国中央电视台高级记者，曾任中国电影家协会理事。